# Миза Койт'ярве
Миза Койт'ярве (ест. Koitjärve mõis, нім. Koitjärw) — міська миза, що знаходилася на півночі Естонії в волості Куусалу повіту Гар'юмаа в селі Койт'ярве.

## Історія
Мизу Койт'ярве звели наприкінці XVII століття. Першим власником мизи був Георг Корнеліус Гресінгер (Georg Cornelius Griesinger).
У 1703 р. мизу з'єднали з мизою Маарду, зробивши останню побічною мизою.
Починаючи з 1773 р. миза належала місту Таллінну, у власності якого і залишалася до 1940 р.

## Архітектура
Так як садиба Койт'ярве була міською мизою, то вона не мала представницьких будівель. Зовні вона нагадувала хутірську споруду і на початку XX століття центр мизи нічим не відрізнявся від трьох хуторів, що оточували її. Коли в 1952 р. був побудований військовий полігон Аегвійду, всі названі хутори були зруйновані, у тому числі і будівля мизи. На сьогоднішній день центр мизи не виділяється з навколишнього пейзажу.
Згідно з історичним адміністративним поділом, миза Койт'ярве відноситься до Приходу Куусалу (ест. Kuusalu kihelkond).